# Tocsin (Xmal Deutschland)
| Recensione | Giudizio |
| ---------- | -------- |
| AllMusic   | [ 1 ]    |

Tocsin è il terzo album in studio del gruppo musicale tedesco occidentale Xmal Deutschland, pubblicato il 25 giugno 1984.

## Descrizione
Il disco è il secondo e ultimo album pubblicato dal gruppo tedesco occidentale con l'etichetta discografica indipendente di Ivo Watts-Russell, per il successivo Viva passeranno infatti alla PolyGram.
L'album è stato originalmente pubblicato nel 1984 dell'etichetta 4AD nel Benelux, nel Regno Unito, in Germania Ovest e negli Stati Uniti, in formato LP. Inoltre è stato pubblicato anche in Canada, in formato LP e musicassetta dalla Vertigo Records; in Giappone, in formato LP dalla Nexus International, e in Spagna, in formato LP dalla DRO. Nel 1987 l'album è stato ristampato in formato CD dalla 4AD per il mercato britannico con l'aggiunta di due tracce extra, Incubus Succubus II e Vito. Nel 1990 un bootleg del disco in formato musicassetta e su etichetta ALF è apparso nel mercato polacco. Nel 1996 la 4AD lo ha ristampato per il mercato filippino in formato musicassetta. Nel 2020, infine, è stato distribuito dalla 4AD in download digitale in formato FLAC.

## Tracce
LP, MC
Testi e musiche di Xmal Deutschland.
1. Mondlicht – 5:03
2. Eiland – 5:31
3. Reigen – 3:59
4. Tag fur Tag – 4:51
5. Augen·Blick – 3:50
6. Begrab mein Herz – 3:01
7. Nachtschatten – 3:56
8. Xmass in Australia – 3:14
9. Derwisch – 4:32

Durata totale: 37:57
CD, ristampa 1987 e successive; FLAC 2020
Testi e musiche di Xmal Deutschland.
1. Mondlicht – 5:03
2. Eiland – 5:31
3. Reigen – 3:59
4. Tag fur Tag – 4:51
5. Augen·Blick – 3:50
6. Begrab mein Herz – 3:01
7. Nachtschatten – 3:56
8. Xmass in Australia – 3:14
9. Derwisch – 4:32
10. Incubus Succubus II – 4:45
11. Vito – 4:28

Durata totale: 47:10

## Crediti

### Gruppo
- Anja Huwe - voce
- Manuela Rickers - chitarra
- Fiona Sangster - tastiere
- Wolfgang Ellerbrock - basso
- Peter Bellendir - batteria
- Manuela Zwingman - batteria, nei brani Incubus Succubus II e Vito

### Personale tecnico
- Mick Glossop - produttore, ingegnere del suono
- Felix Kendall - assistente ingegnere del suono